# Najwa Binshatwan
Najwa Binshatwan ( em árabe: نجوى بن شتوان)  é uma estudiosa e autora da Líbia. Ela foi um dos 39 escritores de língua árabe com menos de 40 anos selecionados para a antologia de Beirute39 em 2009. Seu romance Zareeb Al-Abeed foi selecionado para o Prêmio Internacional de Ficção Árabe 2017.

## Biografia
Najwa Binshatwan nasceu em Ajdabiya, Líbia, em 1970. Ela obteve um mestrado em educação, após o qual trabalhou como professora na Universidade Garyounis. Também concluiu o doutorado em humanidades pela Universidade La Sapienza, em Roma, Itália. Sua pesquisa de doutorado se concentrou no comércio de escravos na Líbia e nas repercussões na sociedade e organização líbia no período otomano (1552-1911).

## Trabalhos
Retirado das biografias dos escritores de Beirute39.

### Novelas
- Waber Al Ahssina[7] [O pêlo dos cavalos], (em árabe), Dar Al Hadara Al Arabiya, (2005).
- Madmoum Burtuqali[8] [Conteúdo em laranja], (em árabe), Dar Charquiat, (2008).
- Zareeb Al-Abeed[9] [Escravos], (em árabe), Dar Al Saqi, (2016)

### Contos
- Almaa Fi Snarty [Água no meu anzol], (em árabe), publicações de Moatamar, Líbia (2002).
- "Qissass Laysat Lil-Rijal" [Histórias não para homens], (em árabe), Dar Al-Hadara Al-Arabiya, (2004).
- Toufl Al Waw[10] [O menino Waw], (em árabe), Conselho Cultural Geral, Líbia, (2006).
- Al-Malika[11] [A Rainha], (em árabe), Conselho Cultural Geral, Líbia, (2007). (Traduzido para italiano).
- Al-jadaa Salha [Avó Salha], (em árabe), Dar Al Khayal, Beirute, Líbano, (2012).
- Kataloug Hayat Khasa[12] [Um catálogo de vida privada], (em árabe), Dar Athar para publicação, Dammam, Arábia Saudita, (2018).
- "Soudfa Jariaa"[13] [Uma coincidência contínua], (em árabe), Riad El-Rayyes Books, Beirute, Líbano, (2019).

## Prémios
- Seu trabalho Al Metaf (O casaco) ganhou o terceiro prêmio do Festival Sharjah de Criatividade Árabe em sua sexta sessão (2003).
- Seu romance "Waber Al Ahssina" "Os cabelos dos cavalos" recebeu o "Prêmio do melhor romance árabe" no festival sudanês al-Begrawiya em Cartum (2005);
- Ela foi escolhida como um dos 39 melhores autores árabes com menos de 40 anos pelo projeto Beirute39 do Hay Festival.
- Seu romance "Zareeb Al-Abeed" foi selecionado no Prêmio Internacional de Ficção Árabe (2017) .
- Bolsa de estudos para escritores visitantes de Banipal, St Aidan's College, Durham University, (2018).[14]
- Membro do júri da seção de crítica e redação criativa do Fundo Árabe para Artes e Cultura (AFAC), (2018).[15]